# Elizabeth Eaton Burton
Elizabeth Eaton Burton (París, 1869-Los Ángeles, 1937) fue una artista y diseñadora estadounidense de origen francés cuyo trabajo tipificó el estilo Arts and Crafts en el Sur de California.

## Biografía
Nació en París, Francia, en 1869, de Helen Justice Mitchell y Charles Frederick Eaton, un artista y diseñador que trabajaba con materiales como el metal, el vidrio y el cuero. Le enseñó a dibujar y los rudimentos de otros medios, que resultó ser casi la única formación artística que recibió. Asistió a internados en Inglaterra y Alemania en 1885 y 1886. Sin embargo, tanto ella como su madre padecían problemas de salud, por lo que la familia se mudó primero a Niza y, cuando Elizabeth tenía unos 17 años, emigró a la costa Oeste de los Estados Unidos, instalándose cerca de Santa Bárbara, en California.
Charles Eaton se convirtió en arquitecto paisajista, y la casa que construyó para su familia, Riso Rivo, en el entonces semirrural Montecito presentaba un estanque de lotos con una casa de té japonesa. En un extenso álbum de recortes que conservaba Elizabeth Eaton (publicado en 2011), tenía pintada una imagen vívida de la vida en el sur de California, aunque inicialmente encontró el entorno "en cierto modo primitivo" en comparación con la vida cosmopolita anterior de su familia.

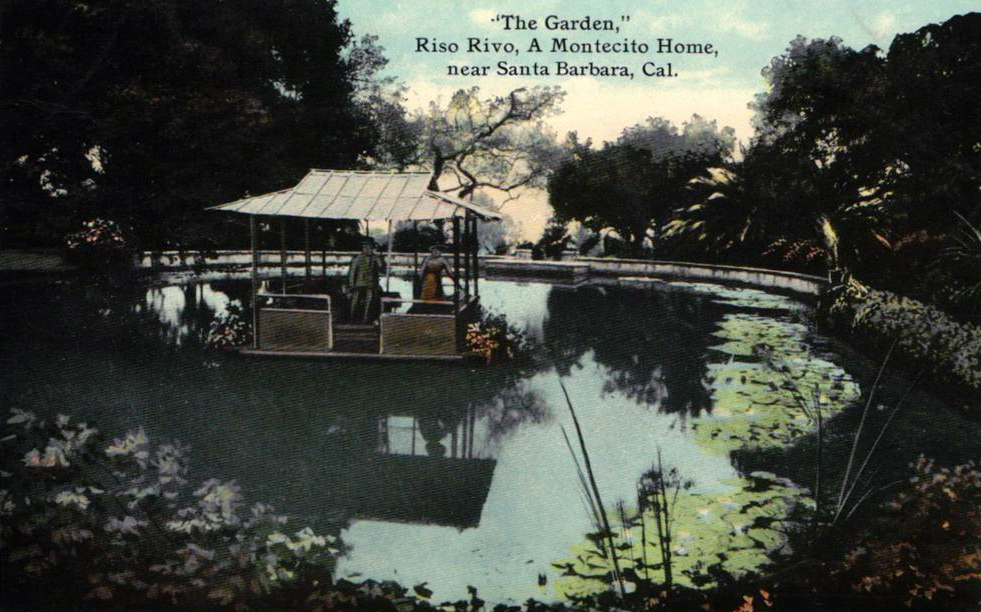
Postal del jardín de loto y la casa de té japonesa flotante en Montecito, California, finca de Riso Rivo, diseñada por el padre de Elizabeth Eaton Burton, Charles Frederick Eaton.

En 1893, Burton se casó con William W. "Billy" Burton, que trabajaba en asuntos inmobiliarios. Tuvieron un hijo, Phillip, y una hija, Helen.

## Carrera profesional
Burton comenzó su carrera exhibiendo obras en exposiciones de arte y ferias de artesanía en el sur de California. A medida que su trabajo fue desarrollando, la gama de materiales con los que trabajó se expandió hasta abarcar trabajos en metal, vidrieras, encuadernación y cuero labrado, así como materiales impresos (grabados en madera) y acuarela. Muchas de sus obras presentan motivos florales, y hay una clara influencia del arte asiático tanto en el estilo como en la temática que es especialmente evidente en sus grabados. Típico de su trabajo en el estilo Arts and Crafts son las lámparas de cobre en forma de flores abstractas con conchas de abulón formando la pantalla. Otras lámparas tenían elementos botánicos incorporados mediante técnicas repujadas. Una de las fuentes de Burton, hecha de cobre con un motivo de koi, se encuentra en el vestíbulo del Mammoth Hotel en el Parque nacional de Yellowstone.
En 1896, Burton abrió su propio estudio en Santa Bárbara, donde se especializó en objetos decorativos hechos de metal, cuero y concha. Cuando comenzaba el nuevo siglo, mostraba su trabajo en ambas costas. En 1904, tanto ella como su padre participaron en las exhibiciones de arte en la Exposición Universal de San Luis, con Elizabeth mostrando trabajos en cuero con incrustaciones de concha o decorados con pan de plata. Ella patentó una técnica que había desarrollado para usar marroquinería ornamental en muebles y biombos, y sus biombos de cuero fueron elogiados por Gustav Stickley en su influyente revista The Craftsman.
En 1909, Burton se mudó con su familia a Los Ángeles y abrió un estudio en el edificio Blanchard. Ese mismo año ganó una medalla en la Exposición Alaska-Yukon-Pacific en Seattle (otro evento en el que expusieron tanto ella como su padre).
En 1920, el esposo de Burton murió de un ataque cardíaco y ella comenzó una gira mundial de dos años que incluyó una parada en París para una formación artística avanzada y un tiempo en Bretaña pintando escenas locales. Cuando regresó a Los Ángeles, publicó un libro sobre sus viajes, Paris Vignettes (1928).
En la década de 1920, Burton participó activamente en la promoción de la cultura y el arte franceses en California. En reconocimiento a estos esfuerzos, el gobierno francés le otorgó la Palme Academique en 1929.
En 1930, tras la muerte de su padre, Burton pasó dos años más en Francia, después de lo cual fue a China y Japón para pintar acuarelas y estudiar la impresión en madera. Varias de sus acuarelas fueron publicadas como grabados en madera por el editor de Tokio Kato Junji y formaron el núcleo de una exposición itinerante que dio la vuelta al mundo en 1935-1936, haciendo paradas en Pekín, Shanghái, Tokio, Los Ángeles y Nueva York.
Burton murió en Los Ángeles el 15 de noviembre de 1937.